# Yevgeny Alekseyevich Preobrazhensky
Yevgeny Alekseyevich Preobrazhensky (phát âm tiếng Nga: [jɪvˈɡʲenʲɪj ɐlʲɪkˈsʲejɪvʲɪtɕ prʲɪəbrɐˈʐɛnskʲɪj]; 1886 – 1937) là một nhà lý luận kinh tế, nhà cách mạng người Nga. Preobrazhensky được nhớ đến như một người kiên định cho ý tưởng công nghiệp hóa nhanh chóng của nông dân Nga thông qua sự tập trung hóa vào ngành công nghiệp nặng của nhà nước.
Ông liên hệ chặt chẽ với Trotsky và phong trào đối lập của thập niên 1920, Preobrazhensky giám sát bí mật trong thập niên 1930, bị trục xuất khỏi Đảng Cộng sản và lưu vong vào năm 1932. Trong cuộc Đại thanh trừng năm 1937, Preobrazhensky bị bắt và bị xử tử.